# Wahana
Wahana (sanskryt: वहन, trl. vahana, dosłownie „wierzchowiec”) – w mitologii i ikonografii hinduistycznej fizyczna postać danego bóstwa, przedstawiana najczęściej w formie zwierzęcej.
Znaczenie wahany bywa objaśniane przez religioznawców na gruncie totemizmu indywidualnego (nagualizmu) jako indywidualna istota opiekuńcza lub duch opiekuńczy (ang. guardian spirit), który przyjął formę zwierzęcą.

## Klucz powiązań
Bóstwa i ich wierzchowce łączono w pary, zgodnie z charakterystykami zawartymi w mitach indyjskich. Przykłady:
- szczur w tradycji indyjskiej jest symbolem mądrości, a więc zostaje powiązany z Ganeśem, bogiem mądrości;
- tygrys wzbudza strach, a zatem jest jakby widzialnym aspektem przerażającej bogini Durgi,
- baran – zwierzę o porywczej i żywiołowej naturze – pojmowany jest jako wierzchowiec boga ognia (Agniego).

## Recepcja w sztuce
Symbolizm ten jest bardzo często wykorzystywany w sztuce indyjskiej. Zwierzęta skojarzone w ten sposób z bóstwami bardzo często otaczane są kultem religijnym np. krowa (bogini Lakszmi), małpa (Hanuman, towarzysz Ramy) itp.
Należy jednak zaznaczyć, że asocjacje te nie zawsze są konsekwentne, w zależności od epoki i regionu mogą występować różnice, przeniesienie symboliki itd., lecz w wielu przypadkach związki te są na tyle utrwalone, że można mówić o pewnym kanonie ikonograficznym.

## Najpopularniejsze wahany
| Vahana                | Bóstwo                                                                                   | Wizerunek               |
| --------------------- | ---------------------------------------------------------------------------------------- | ----------------------- |
| Szczur                | Ganeśa                                                                                   | Ganeśa jadący na myszy  |
| Koń                   | Budda, Rewanta, Kinnara, Ćandra, Indra, Surja (rydwan z siedmioma końmi), Kubera, Kalkin |                         |
| Garuda                | Wisznu, Kryszna, Waisznawi.                                                              |                         |
| Baran                 | Agni, Ćandra (rydwan z 10 baranami), Warahi.                                             |                         |
| Byk Nandin            | Śiwa, Parwati, Maheśwari.                                                                | Byk Nandi, wahana Śiwy. |
| Paw                   | Murugan, Saraswati, Kumari                                                               | Murugan                 |
| Pies                  | Bhajrawa                                                                                 | Bhajrawa z psem w tle   |
| Łabędź Hamsa          | Brahma, Saraswati, Brahmini                                                              |                         |
| Makara                | Ganga, Waruna, Kama                                                                      | Ganga na makarze        |
| Tygrys                | Ajjappan, Durga                                                                          |                         |
| Lwica Śnieżna pantera | Durga, Rahu, Parwati.                                                                    | Śiva i Parvati          |
| Słoń                  | Ganeśa, Lakszmi, Indra, Murugan                                                          |                         |
| Orzeł                 | Ketu                                                                                     |                         |
| Antylopa              | Ćandra, bóg wiatru Waju                                                                  |                         |
| Sowa                  | Lakszmi, Ćamunda                                                                         | –                       |
| Bawół wodny           | Bóg zmarłych Jama, Warahi                                                                | –                       |
| Kot                   | Śaszti                                                                                   | –                       |
| Osioł                 | Kali (demon), Muniswarar                                                                 | –                       |
| Żółw                  | Jamuna, Waruna                                                                           | –                       |
| Krowa                 | Uszas (rydwan z siedmioma krowami)                                                       | –                       |
| Wąż                   | Naga, Kamakhja, Manasa                                                                   | –                       |
| Papuga                | Kama                                                                                     | –                       |
| Mangusta              | Kubera                                                                                   | –                       |
| Gołąb                 | Rati                                                                                     | –                       |
| Sęp                   | Śani                                                                                     | –                       |
| Kruk                  | Śani, Alakszmi                                                                           |                         |
| Koza                  | Puszan                                                                                   | –                       |